# División Intermedia (Perú)
La División Intermedia fue un torneo de fútbol en Perú que fue la segunda categoría de los torneos organizados por la Federación Peruana de Fútbol entre los años 1926 y 1934. Entre 1935 y 1940 pasó a ser el tercer nivel.
Este torneo no es considerado como parte de la Segunda División del Perú, ya que esta fue recién creada en el año 1943.

## Historia
El 23 de agosto de 1922 fue fundada la Federación Peruana de Fútbol (FPF) y desde 1926 se comenzaron a jugar los torneos bajo su organización. Como segunda categoría en el sistema de torneos se encontraba la División Intermedia que otorgaba ascensos al campeón (y en ocasiones al subcampeón)a la Primera División del Perú. Sólo las ediciones de 1928 y 1931 no dieron ascenso directo sino la clasificación a una liguilla de promoción.
En 1935 la División Intermedia pasó a ser el tercer nivel del sistema de torneos por debajo de la Primera División A y la recién formada Primera División B. Los primeros lugares obtuvieron el ascenso a la Primera División Unificada de Lima y Callao 1936 y en los años siguientes al campeonato de Primera División de la Liga de Lima.
Se mantuvo en disputa hasta 1940 y al año siguiente desapareció cuando fue reorganizado el sistema de torneos con la creación de la Liga Regional de Lima y Callao.

## Estructura

### Periodos 1926-1928
La estructura del fútbol limeño, se diseñó de la siguiente forma:
- Primera División Provincial de Lima, Primera Categoría
- División Intermedia, Segunda Categoría
- Segunda División Provincial de Fútbol de Lima ó Segunda División Amateur, Tercera Categoría
- Tercera División Provincial de Fútbol de Lima ó Tercera Amateur, Cuarta Categoría

### Periodo 1929
La estructura del fútbol limeño, se modificó en la siguiente forma:
- Primera División Provincial de Lima, Primera Categoría
- Primera División B, Segunda Categoría
- División Intermedia, Tercera Categoría
- Segunda División Provincial de Fútbol de Lima ó Segunda División Amateur, Cuarta Categoría
- Tercera División Provincial de Fútbol de Lima ó Tercera Amateur, No entró en competitividad.

### Periodos 1930-1940
Se restructura el sistema del fútbol limeño, de la siguiente manera:
- Primera División Provincial de Lima, Primera Categoría
- División Intermedia, Segunda Categoría
- Segunda División Provincial de Fútbol de Lima ó Segunda Amateur, Tercera Categoría
- Tercera División Provincial de Fútbol de Lima ó Tercera Amateur, Cuarta Categoría

Todas las categorías está debajo en jerarquía de la división de honor/nacional.

## Palmarés

### Como segunda categoría
| Año  | Campeón | Subcampeón |
| ---- | --- | --- |
| 1926 | Association Alianza | Unión Santa Catalina |
| 1927 | No hubo definición por el título. Los 10 mejores equipos fueron promovidos. (Sportivo Unión, Alianza Chorrillos, Santa Catalina, Lawn Tennis, Alberto Secada, Jorge Washington, Alianza Callao, José Olaya, Jorge Chávez and Unión FBC). | No hubo definición por el título. Los 10 mejores equipos fueron promovidos. (Sportivo Unión, Alianza Chorrillos, Santa Catalina, Lawn Tennis, Alberto Secada, Jorge Washington, Alianza Callao, José Olaya, Jorge Chávez and Unión FBC). |
| 1928 | Sporting Tabaco | Unión Estrella |

### Como tercera categoría
| Año  | Campeón          | Subcampeón           |
| ---- | ---------------- | -------------------- |
| 1929 | Sportivo Uruguay | Intelectual Raimondi |

### Como segunda categoría
| Año  | Campeón             | Subcampeón          |
| ---- | ------------------- | ------------------- |
| 1930 | Alianza Frigorífico | Alianza Cóndor      |
| 1931 | Sucre FBC           | Sport Progreso      |
| 1932 | Sucre FBC           | Sport Boys          |
| 1933 | Unión Carbone       | Association Alianza |
| 1934 | Sport Progreso      | Sportivo Melgar     |

### Como tercera categoría
| Año  | Campeón             | Subcampeón          |
| ---- | ------------------- | ------------------- |
| 1935 | Atlético Córdova    | Deportivo Municipal |
| 1936 | Alianza Cóndor      | Atlético Peruano    |
| 1937 | Atlético Lusitania  | Juventud Gloria     |
| 1938 | Juventud Perú       | Sportivo Uruguay    |
| 1939 | Porvenir Miraflores | Alianza Libertad    |
| 1940 | Miguel Grau         | Alianza Pino        |

## Nota
- Cuando se reestablece la Liga Provincial de Lima en 1951 al 1974, la División Intermedia es eliminada y reemplazada por la Segunda División Provincial de Lima, como segunda categoría y  la Tercera División Provincial de Lima, como tercera categoría.
- Pocos equipos del Callao, se quedaron afiliados a la Liga de Lima, en sus diferentes categorías hasta 1940.